# Lövträ

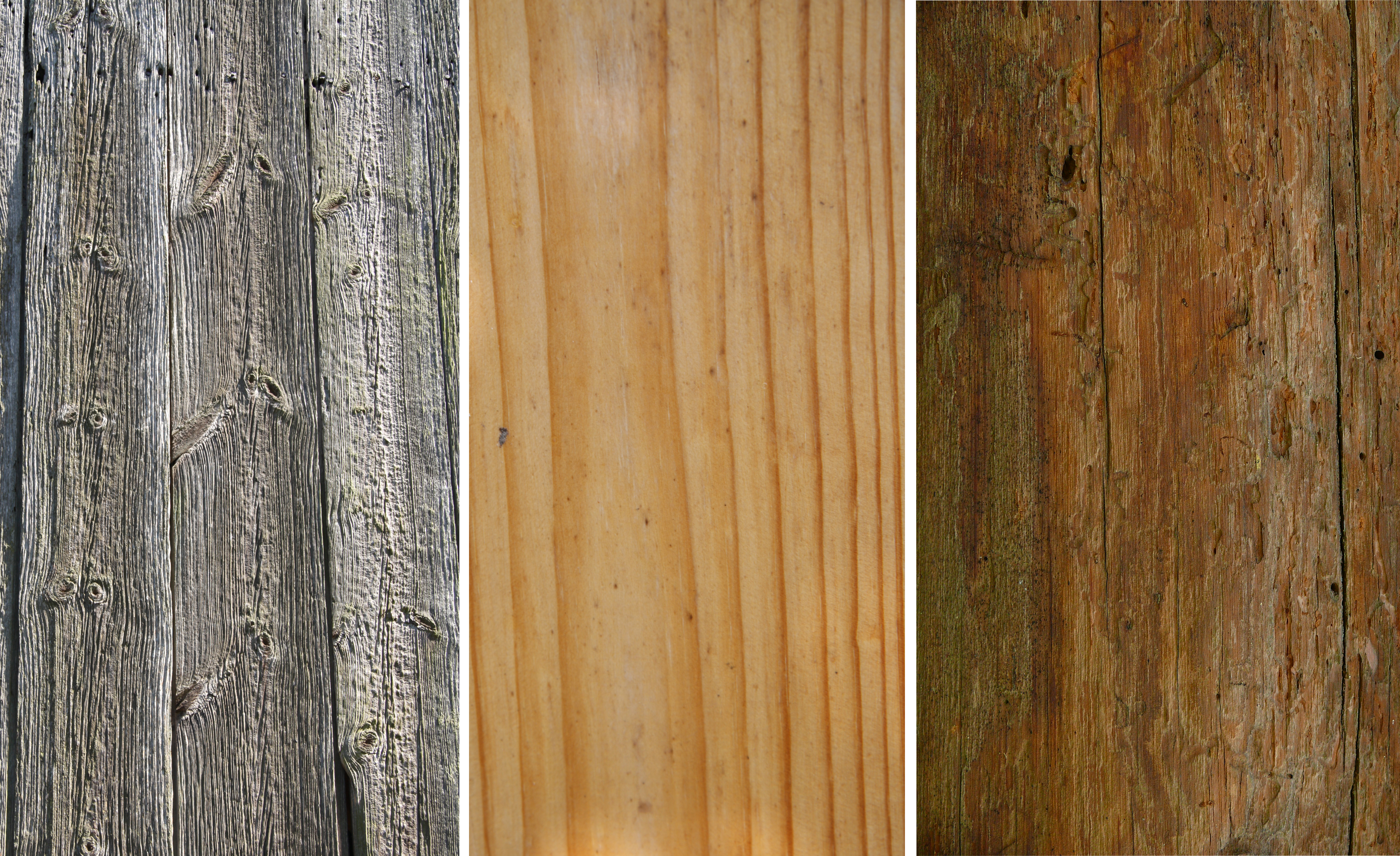
Lövträ av ek.

Lövträ är virke från lövträd. Lövträ används tillsammans med virke från barrträd som byggnadsmaterial och i möbelindustrin. Som brännmaterial för exempelvis vedeldning och inom massaindustrin har lövträ också stor betydelse.
Lövträd har i Sverige inte varit ett prioriterat träslag i skogsnäringen då tillväxten är sämre och fordrar mer skötsel än barrträd. Under 1960- och 1970-talet var lövträd mer ett icke önskvärt inslag i svenskt skogsbruk. Under senare år har betydelsen av lövved för pappers- och massaindustrin ökat, och Sverige importerar idag björkved och eukalyptusved för att täcka upp efterfrågan.